# Беркович Гарі Аронович
Гарі Аронович Беркович (нар. 26 травня 1935, Харків, Українська РСР, СРСР) — радянський та американський архітектор. Автор близько 200 проєктів житлових та громадських будівель в СРСР та США, переможець архітектурних конкурсів у Радянському Союзі та в США, автор низки книг та статей. У 1987 відкрив свій офіс (Гарі А. Беркович Associates) у США.

## Життєпис
Народився в єврейській родині. Закінчив Харківський будівельний технікум (1953) та Московський архітектурний інститут (1964), обидва з відзнакою.
У 1973 захистив у Московському проєктно-дослідному інституті житлового будівництва кандидатську дисертацію, присвячену комп'ютеризації архітектурного проєктування («Проблеми оптимізації планувальних рішень житла»). Працював в проєктних установах Харкова, Новосибірська та Москви.
У 1977 іммігрував до США. Працював у компаніях «Скідмор, Оуінгс и Меррілл» архітекторів Майрона Голдшміта і Брюса Грехема, і в офісі Обрі Грінберга у Чикаго, США.
Зіграв епізодичну роль радянського генерала у голлівудському фільмі «Доставити за призначенням» (The Package, 1989).
Отримав диплом найуспішнішого іммігранта року (1985) у Чикаго, США.

## Обрані проєкти
- Синагога ХаБаД, Найлз, Іллінойс, США. 2006 рік.
- Таунхауси. Вілметт, Іллінойс, США. З архітектором М. Берковичем. 1999 р.
- Ресторан. Гленко, Іллінойс, США. Нагорода за найкращий проєкт року. 1995 р.
- Одноквартирний будинок. Вілметт, Іллінойс, США 1994.
- Одноквартирний будинок. Хайленд Парк, Іллінойс, США. 1992 рік.
- Одноквартирний будинок. Чикаго, Іллінойс, США. 1990 рік.
- Одноквартирний будинок. Дірфілд, Іллінойс, США. 1988 р.[2]
- Висотна житлова будівля. Чикаго, Іллінойс, США. Концептуальне проєктування та розробка дизайну. 1987 р.
- Таунхауси. Чикаго, Іллінойс, США. 1986 р.
- Проєкт Палацу культури. Москва, СРСР. 1974 р.
- Громадський центр селища Терезе, СРСР. З архітектором С. Чемерис. 1973.[3][4]
- Проєкт багатоквартирного будинку, Кокушкіно, Татарська область, СРСР, 1971[5][6][7][8][9]
- Річковий вокзал. Томськ, СРСР. 1975
- Проєкт середньої школи для 464 учнів, 1971 рік
- Проєкт торгового центру, 1971 рік
- Школа дитячого садка-прототип, 1971 рік
- Прототип житла для Південно-Східного Сибіру, СРСР, 1970 р.[10][11]
- Надгробний камінь, Запоріжжя, СРСР, 1969 рік
- М'ясокомбінат, Ступіно, Московська область, СРСР, 1969
- М'ясокомбінат, Дедовськ, Московська область, СРСР, 1969
- Добудова та реконструкція виставкового павільйону на майданчику ВДНГ, Москва, СРСР, 1969
- Проєкт дизайну та розвитку, місто Нижня Пайва, Алтайська область, Сибір, СРСР, 1965—1966[12]
- Будинок творчої спілки художників, Московська область, СРСР, 1963—1964
- Серія типовых проєктів залізничних станцій. Москва, 1962. Спільно з Л. Полонською. 1962.
- Курорт «Пік». Гонконг. Міжнародний конкурс. Автор, керівник колективу. 1983.[13]
- Таунхаус. Логан-сквер, Чикаго, Іллінойс, США. З архітектором М. Берковичем. Премія фіналістів. 1981[14]
- Таунхаус. Конкурсна робота, Чикаго, Іллінойс, США. 1977.
- Проєкт односімейного будинку. Москва, СРСР. 1968.[15]
- Проєкт двоповерхового житлового будинку. Москва, СРСР. 1967. З архітекторами Д. Радигіним та А. Баталовим. 1967.[16]
- Проєкт міських будинків. Третя премія. Москва, СРСР. З архітекторами Д. Радигіним та А. Баталовим. 1967.[17][18]
- Проєкт односімейної резиденції. Третя премія. Москва, СРСР. З архітекторами Д. Радигіним та А. Баталовим. 1967 рік.
- Проєкт гуртожитку. Москва, СРСР. З архітекторами Д. Радигіним та А. Баталовим. Перший приз. 1967 р.[19]
- Проєкт пансіонату для ветеранів Другої світової війни, 1967–68.
- Науково-дослідний інститут, Московська область, СРСР, 1968—1969

## Патенти
- Збірна житлова вежа. Свідоцтво 279001 (СРСР), 13 квітня 1967 р.[20]

## Галерея

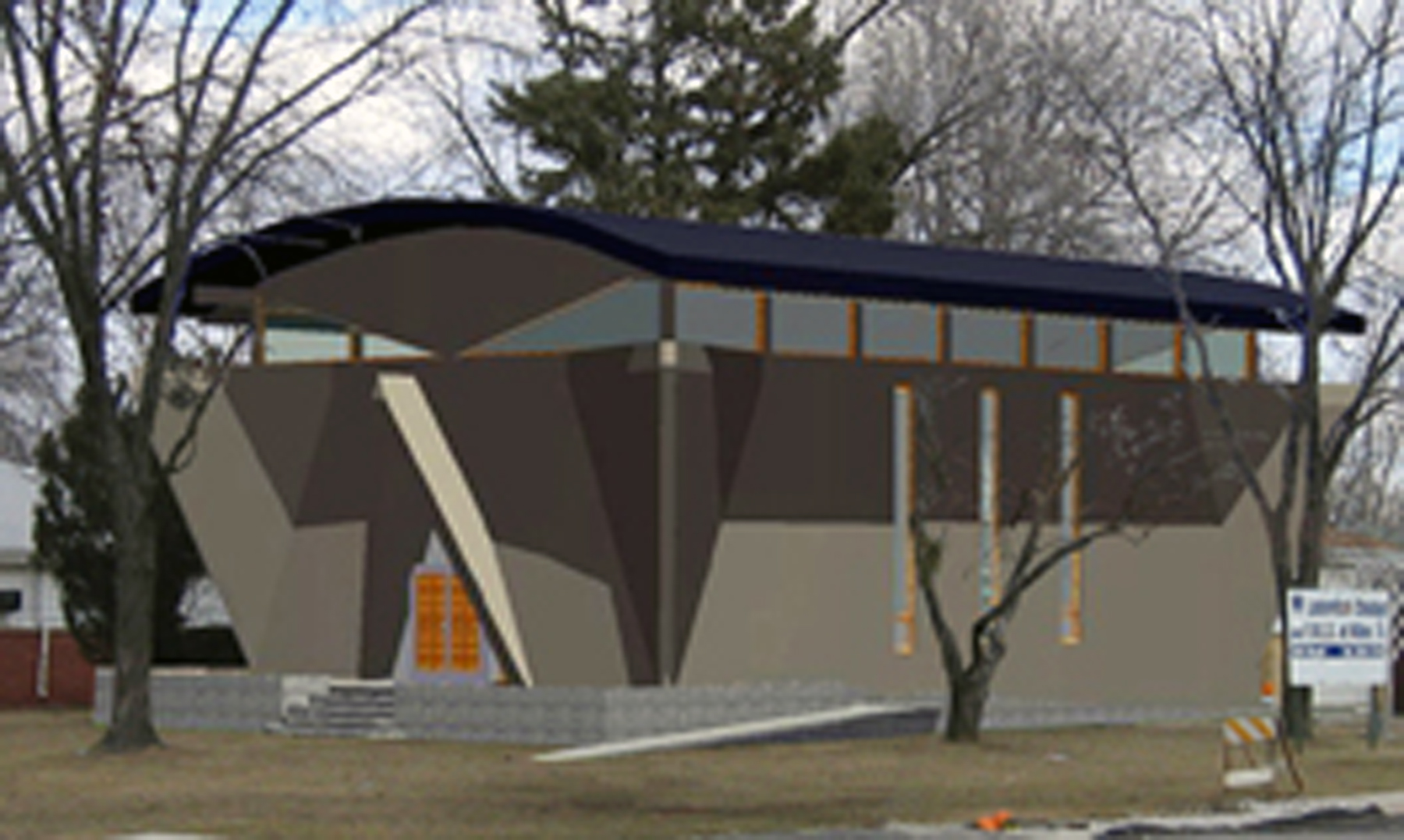
Синагога Хабад, Найлз, Іллінойс. 2006 рік
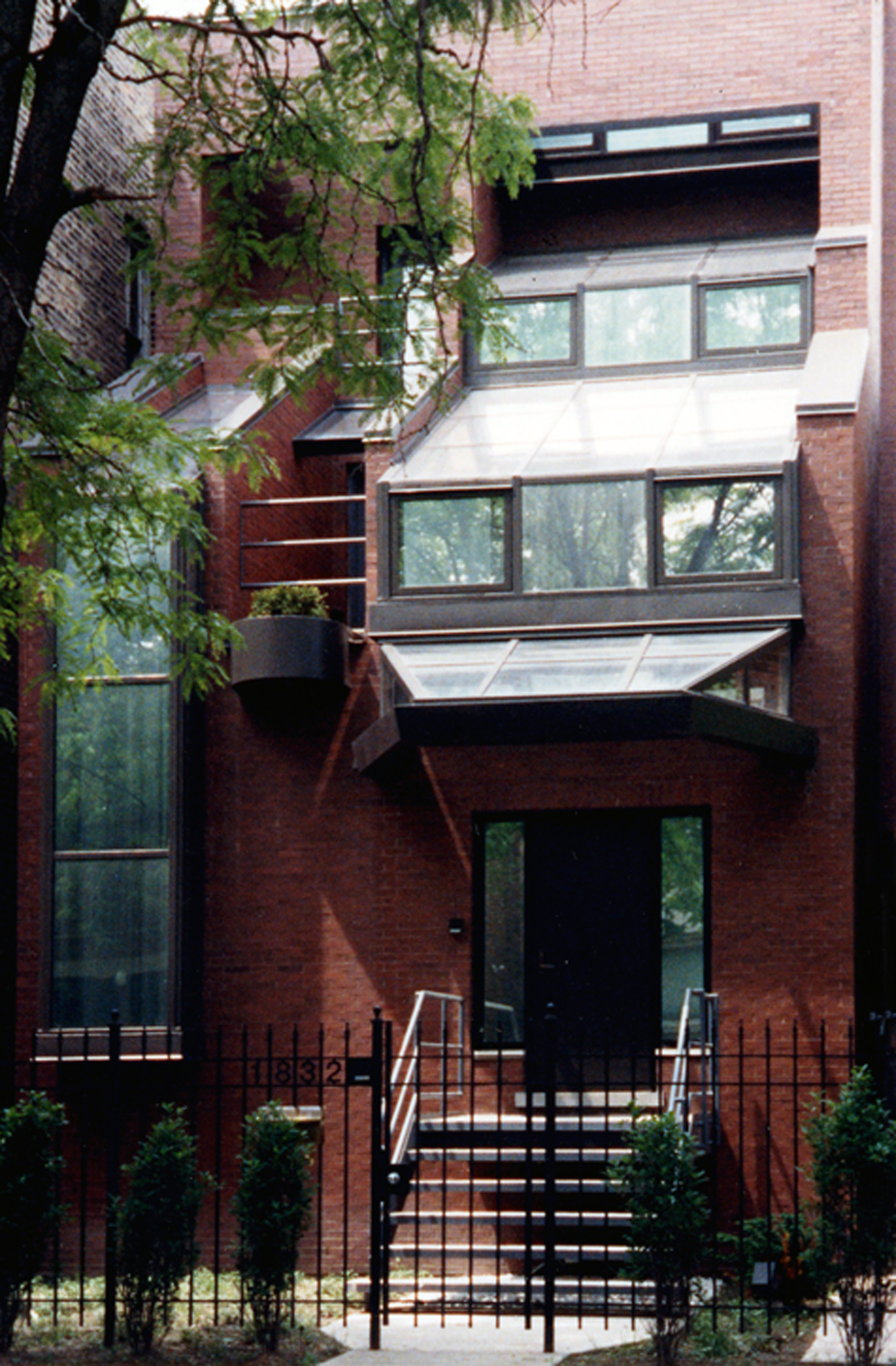
Одноквартирний будинок. Чикаго, Іллінойс 1990 рік
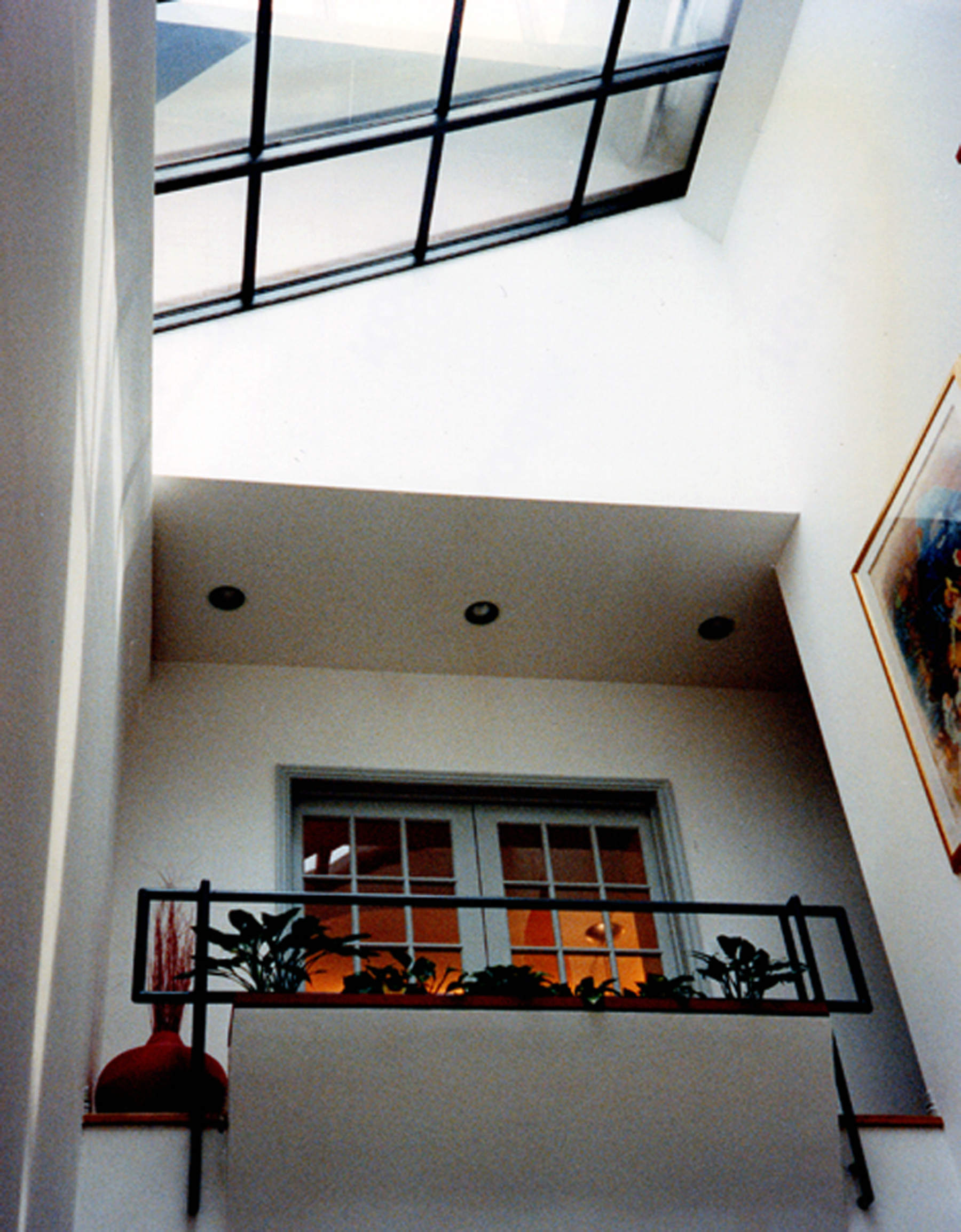
Одноквартирний будинок. Інтер'єр. Чикаго, Іллінойс 1990 рік
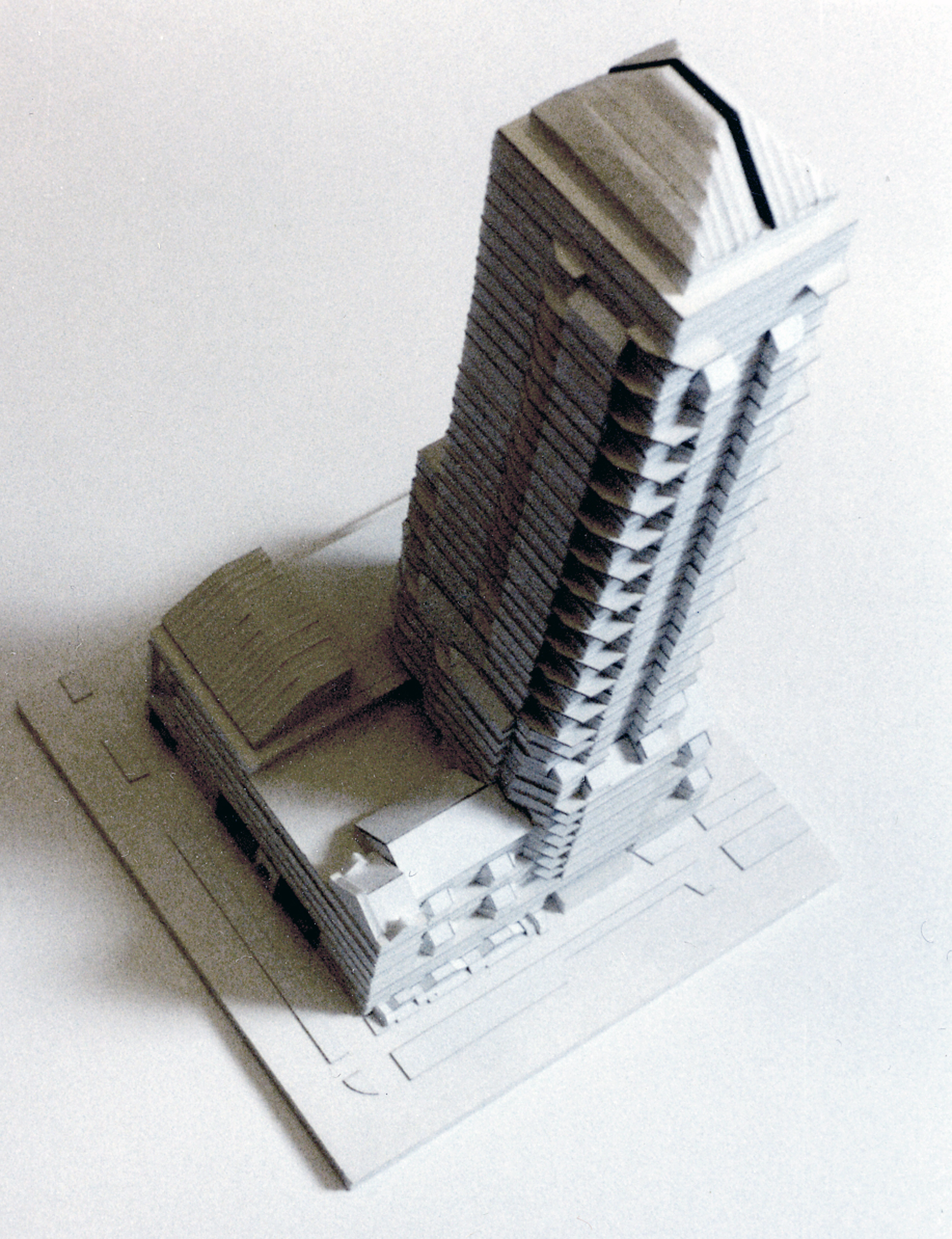
Висотний багатоквартирний будинок. Модель. Чикаго, Іллінойс, США. 1987 рік
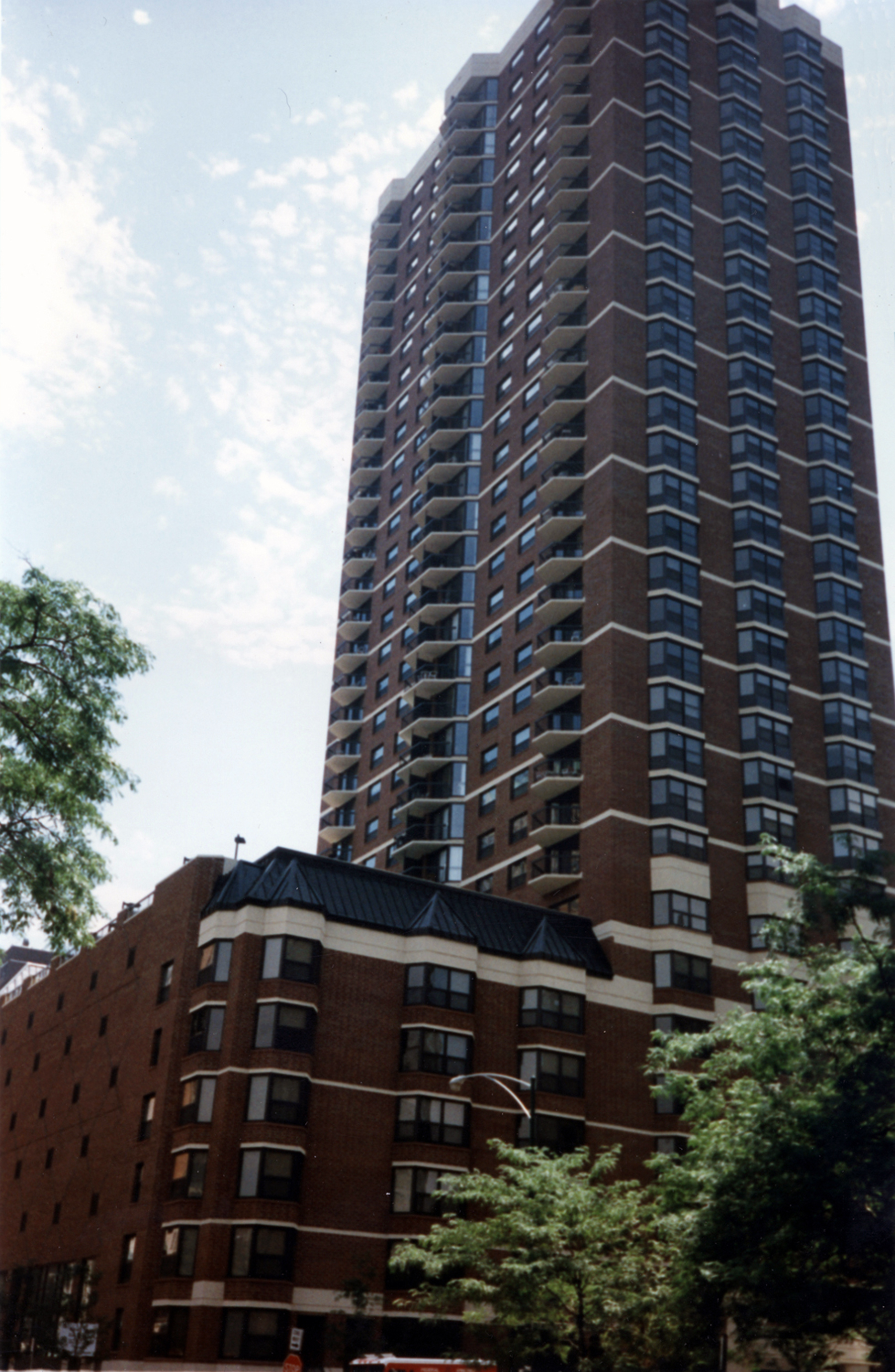
Висотний багатоквартирний будинок. Чикаго, Іллінойс 1987 рік
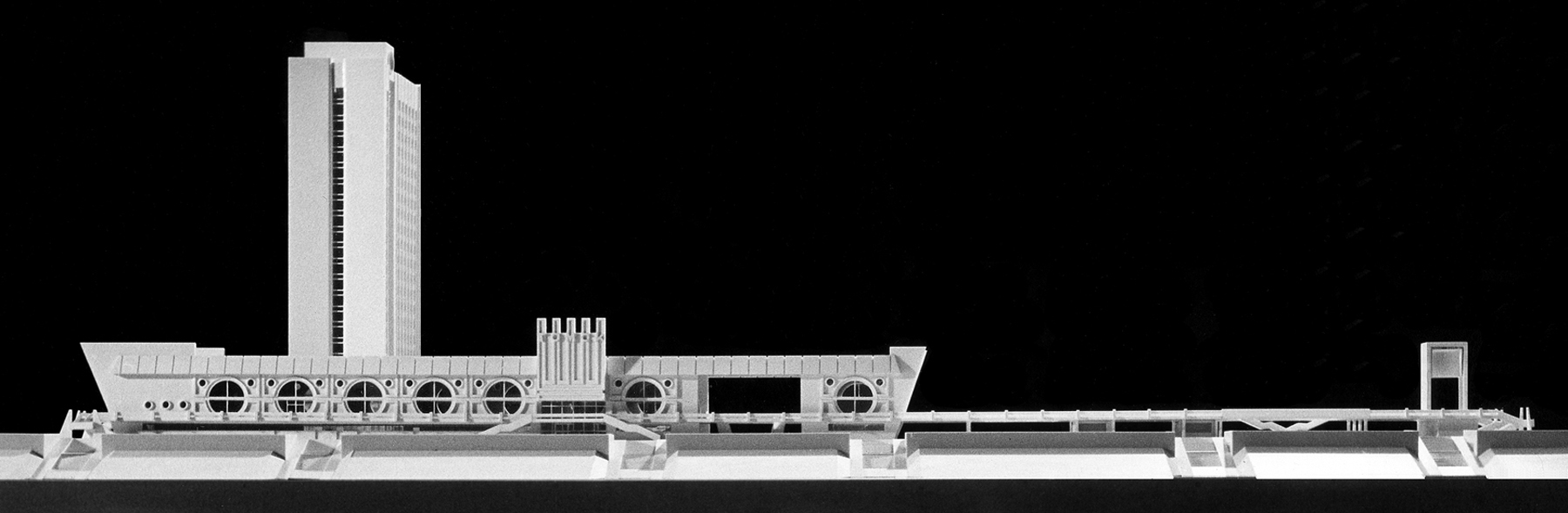
Річковий транспортний термінал. Томськ, Сибір, СРСР. 1975 рік
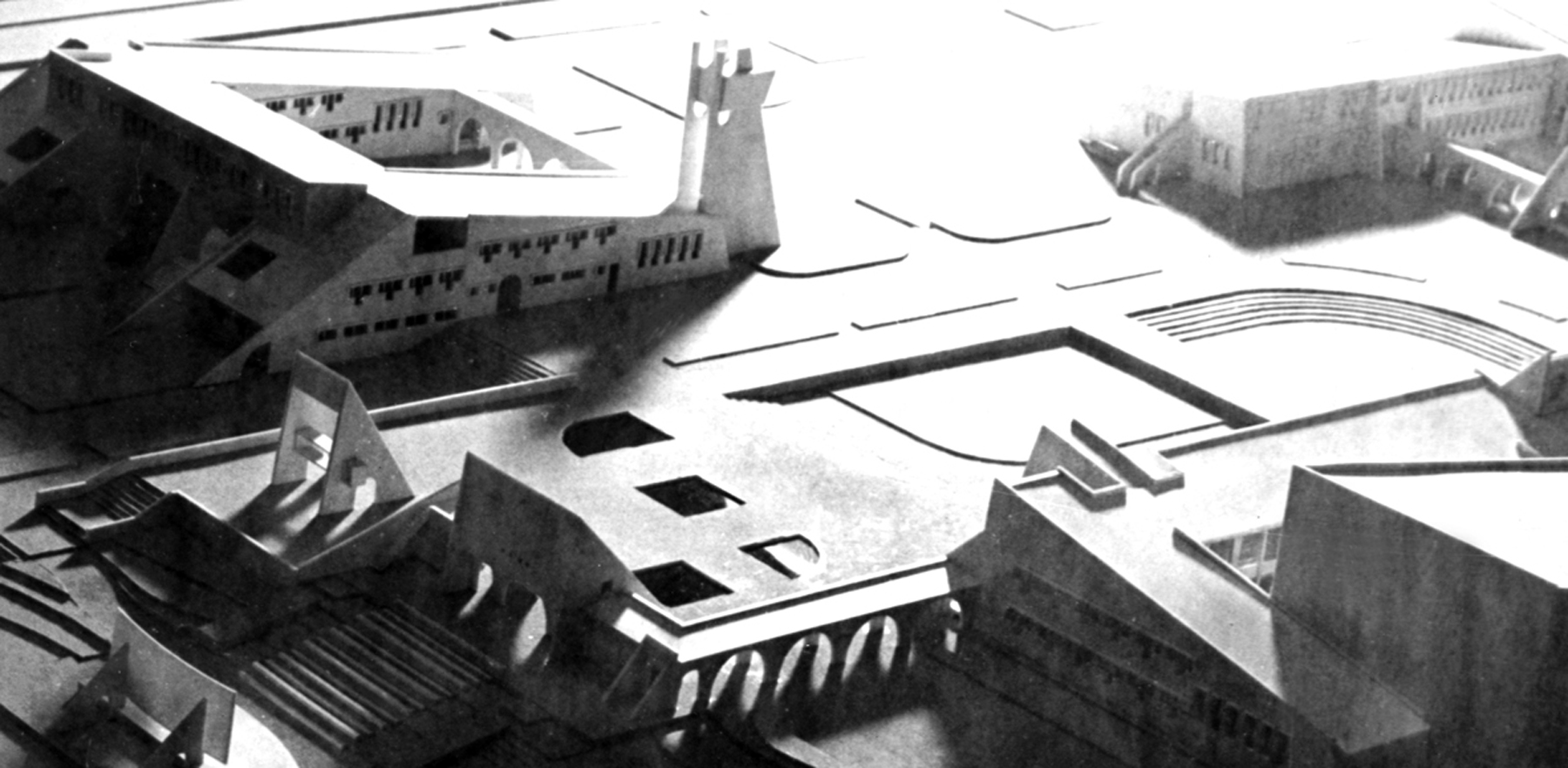
Громадський центр селища Терезе. Модель. СРСР
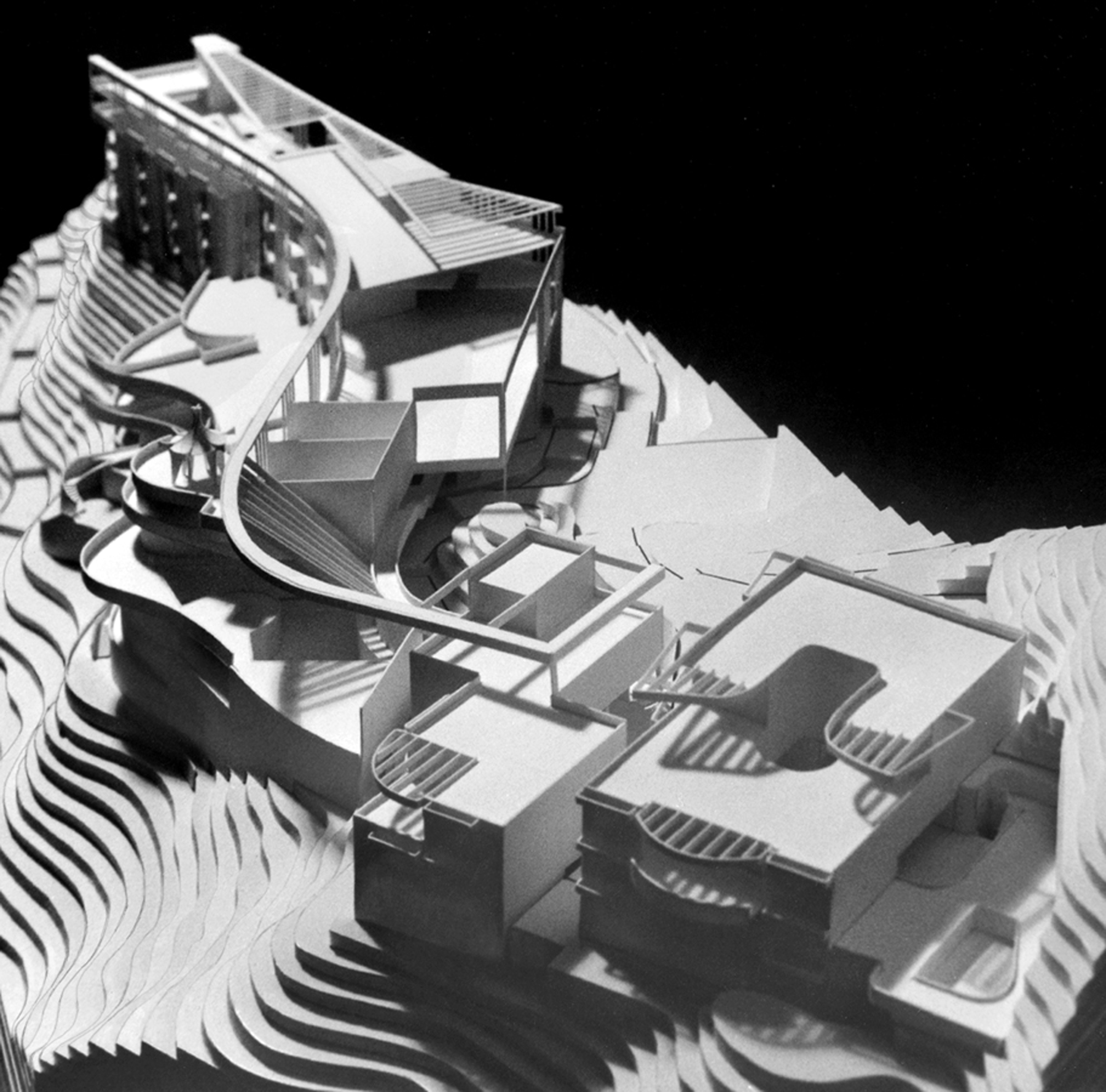
Курорт "Пік". Гонконг. Міжнародний конкурс. Модель. Автор, керівник колективу. 1983 рік
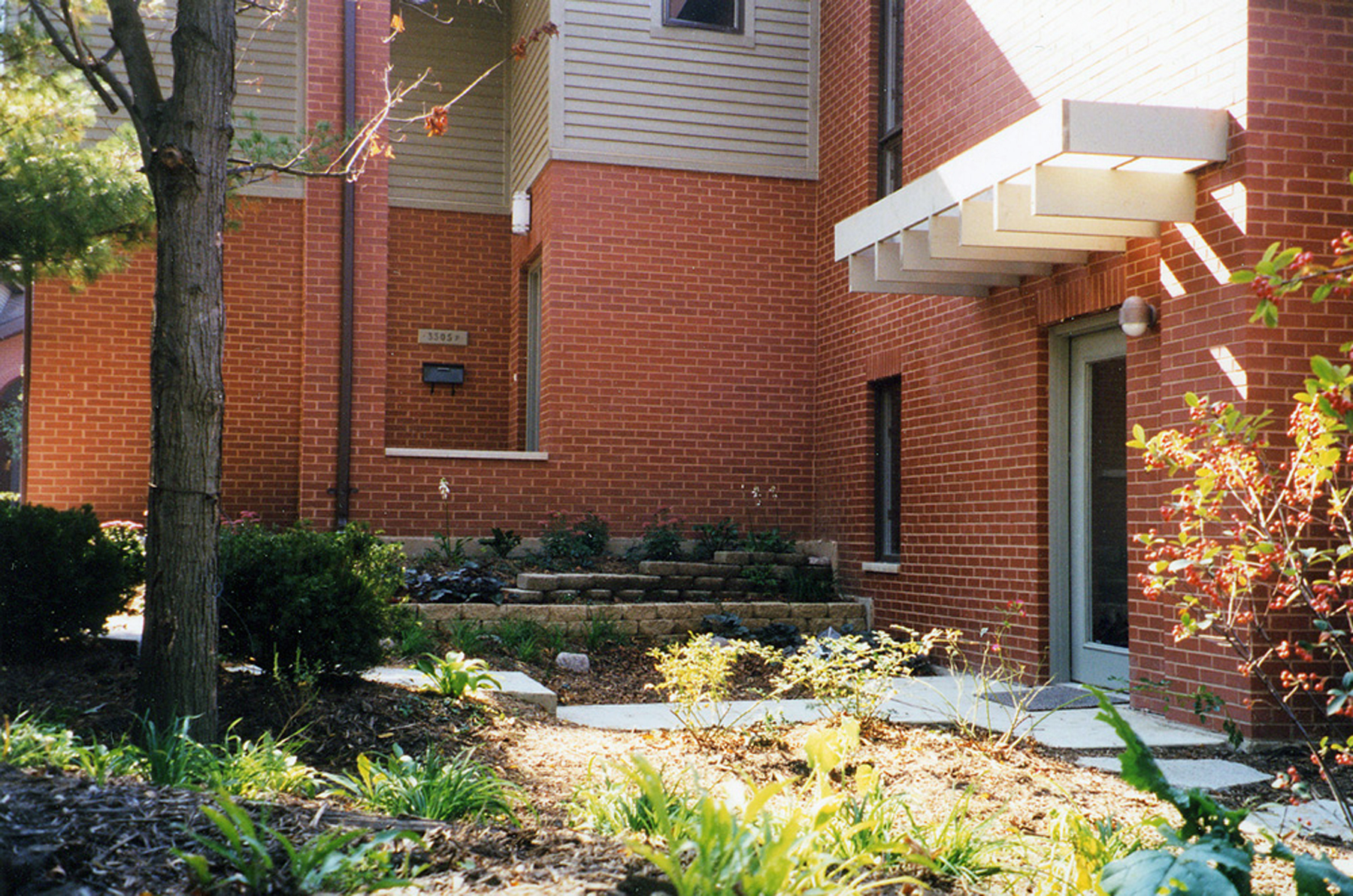
Таунхаус. Вілмет, Іллінойс 1999 рік
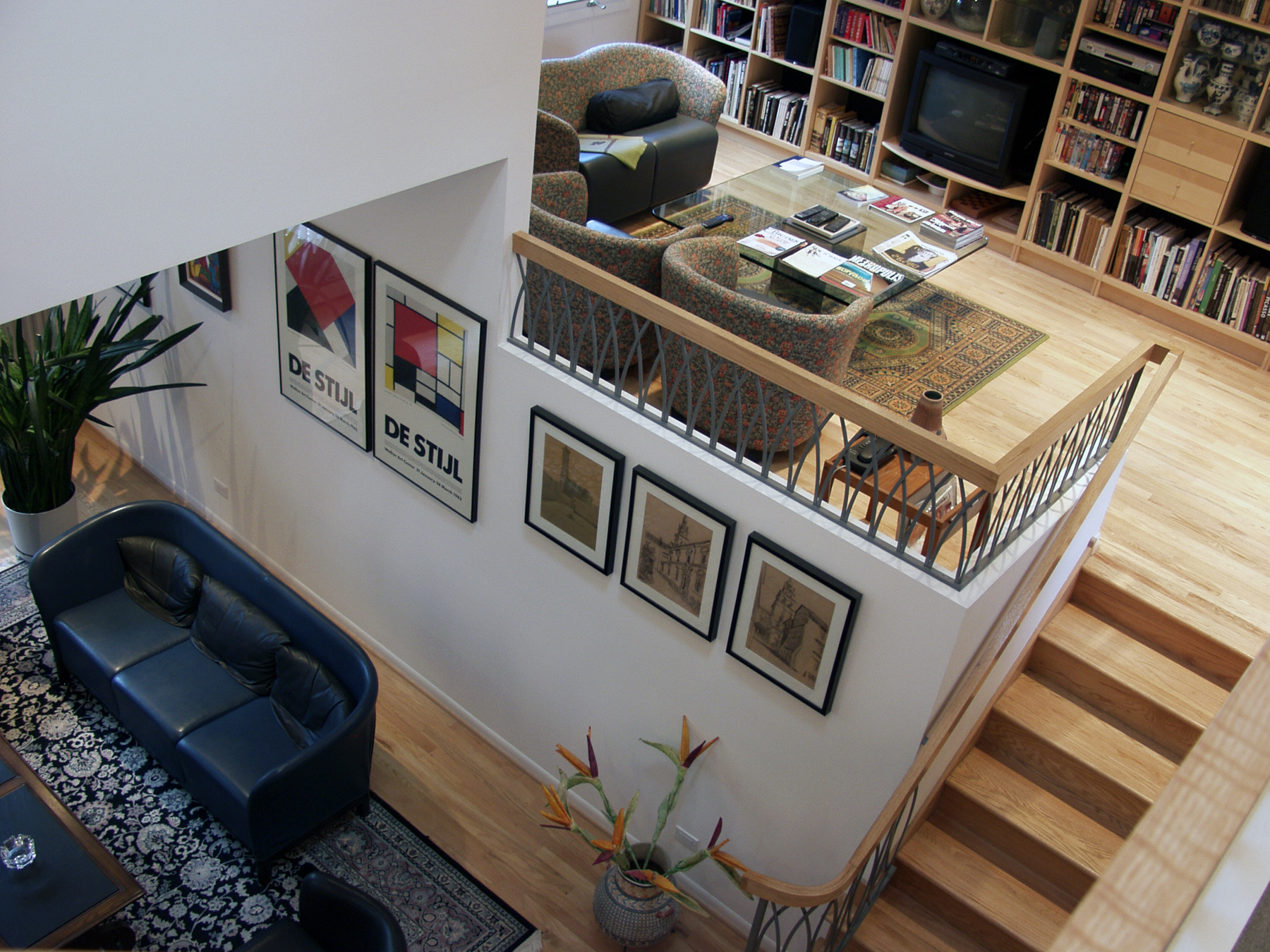
Таунхаус. Інтер'єр. Вілмет, Іллінойс 1999 рік
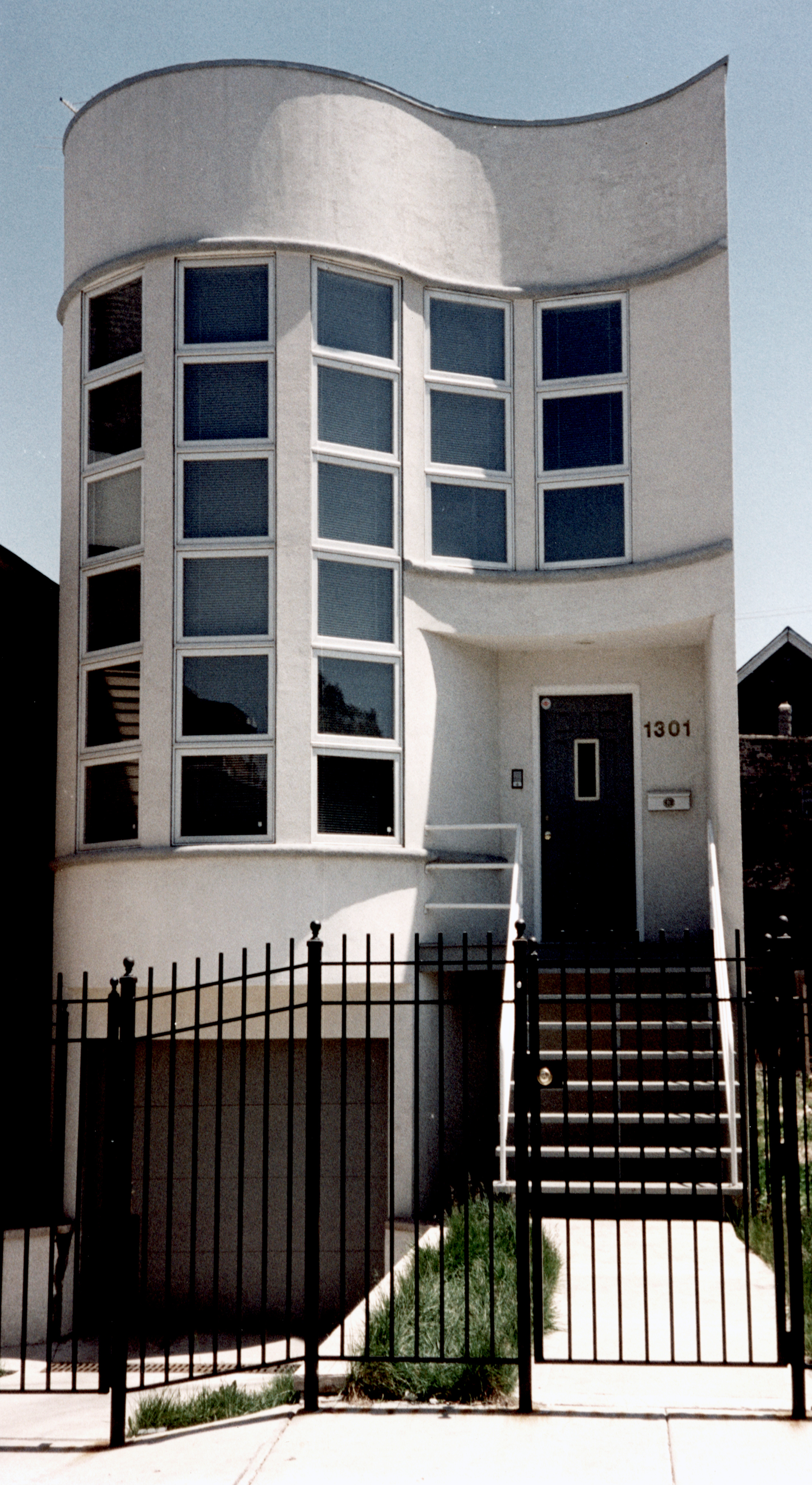
Одноквартирний будинок. Чикаго, Іллінойс 1989 рік
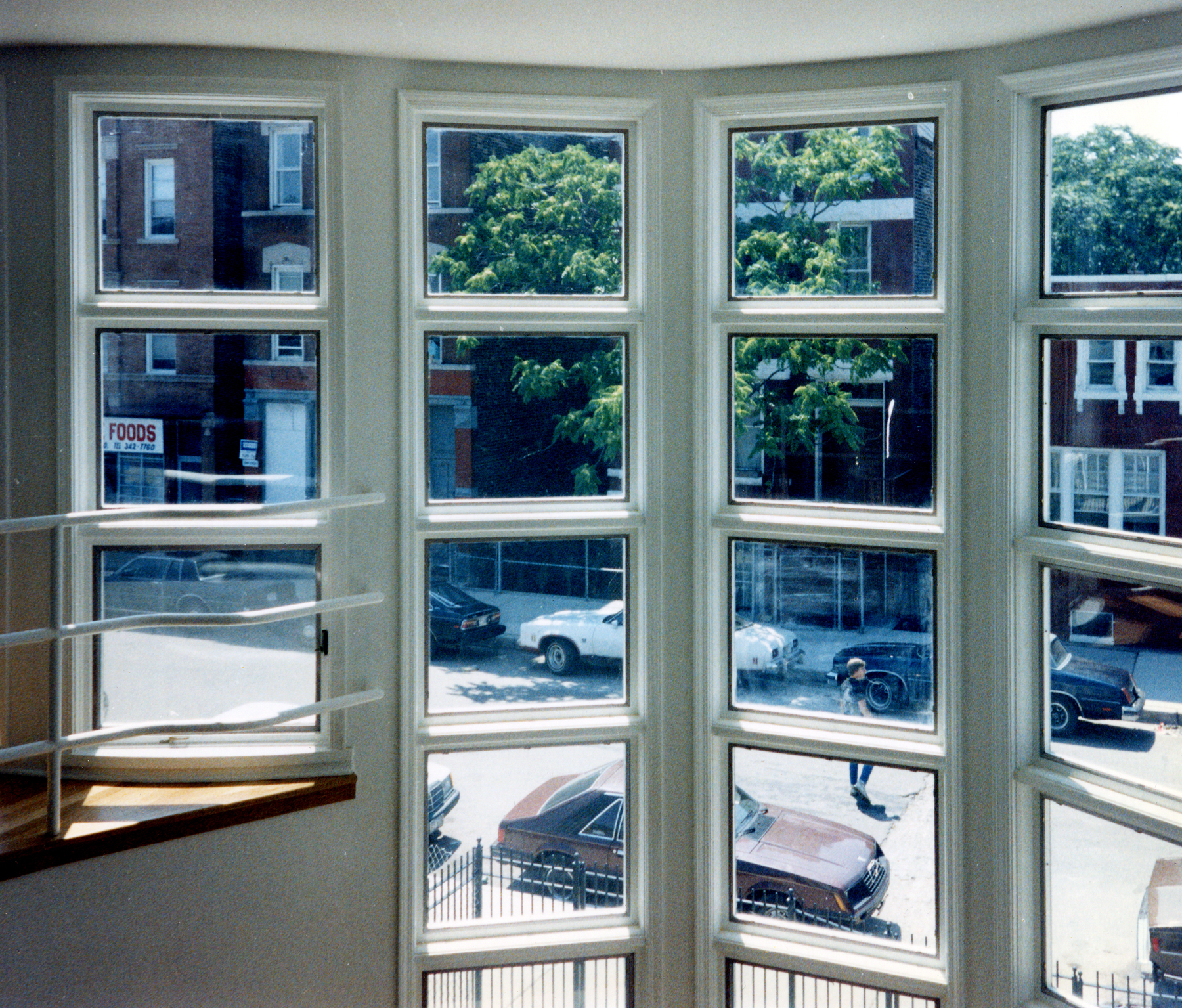
Одноквартирний будинок. Інтер'єр. Чикаго, Іллінойс 1989 рік
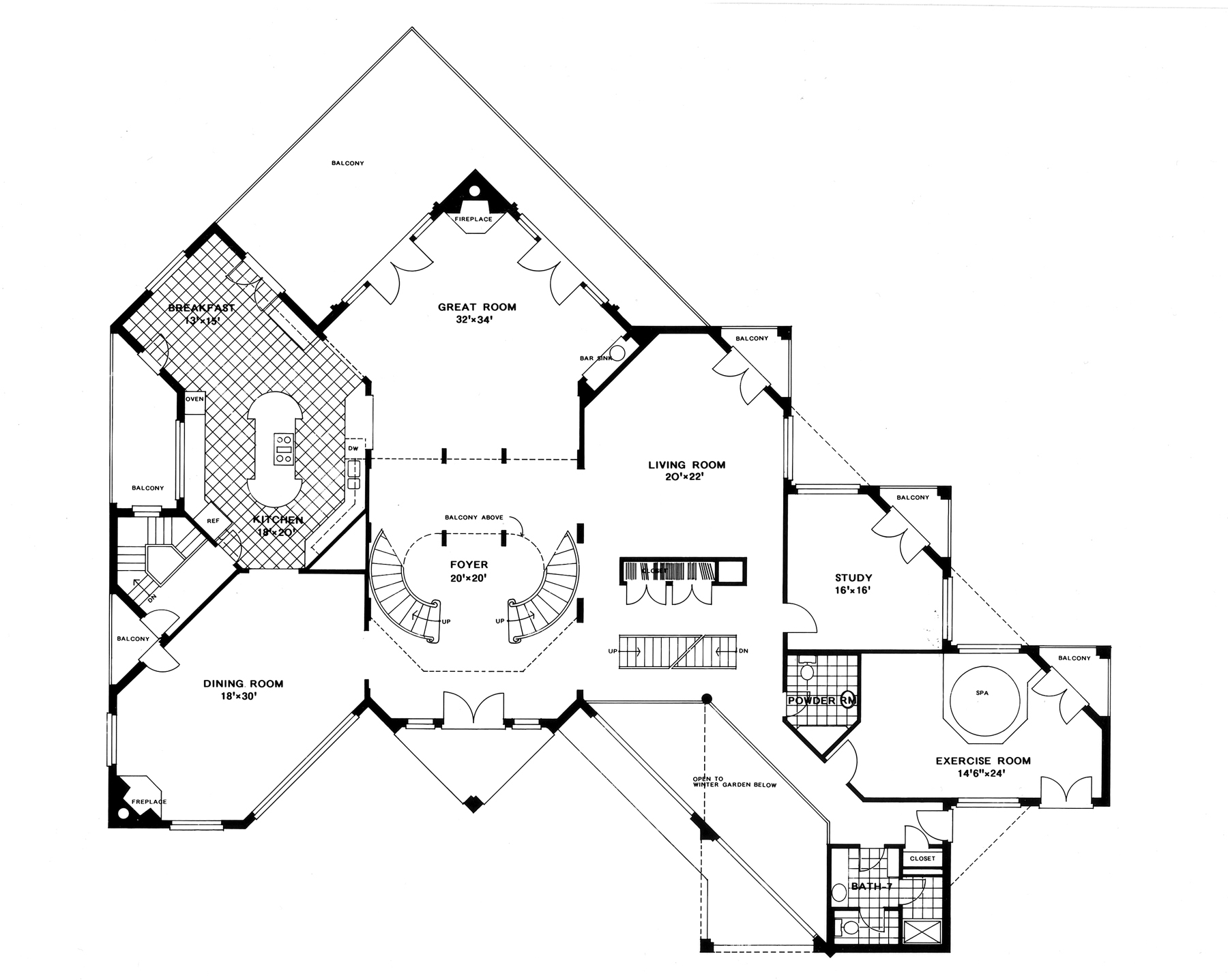
Одноквартирний будинок. Гленко, Іллінойс 1994 рік
Салон краси "Міленіум". Інтер'єр. Віннетка, Іллінойс 1997 рік.
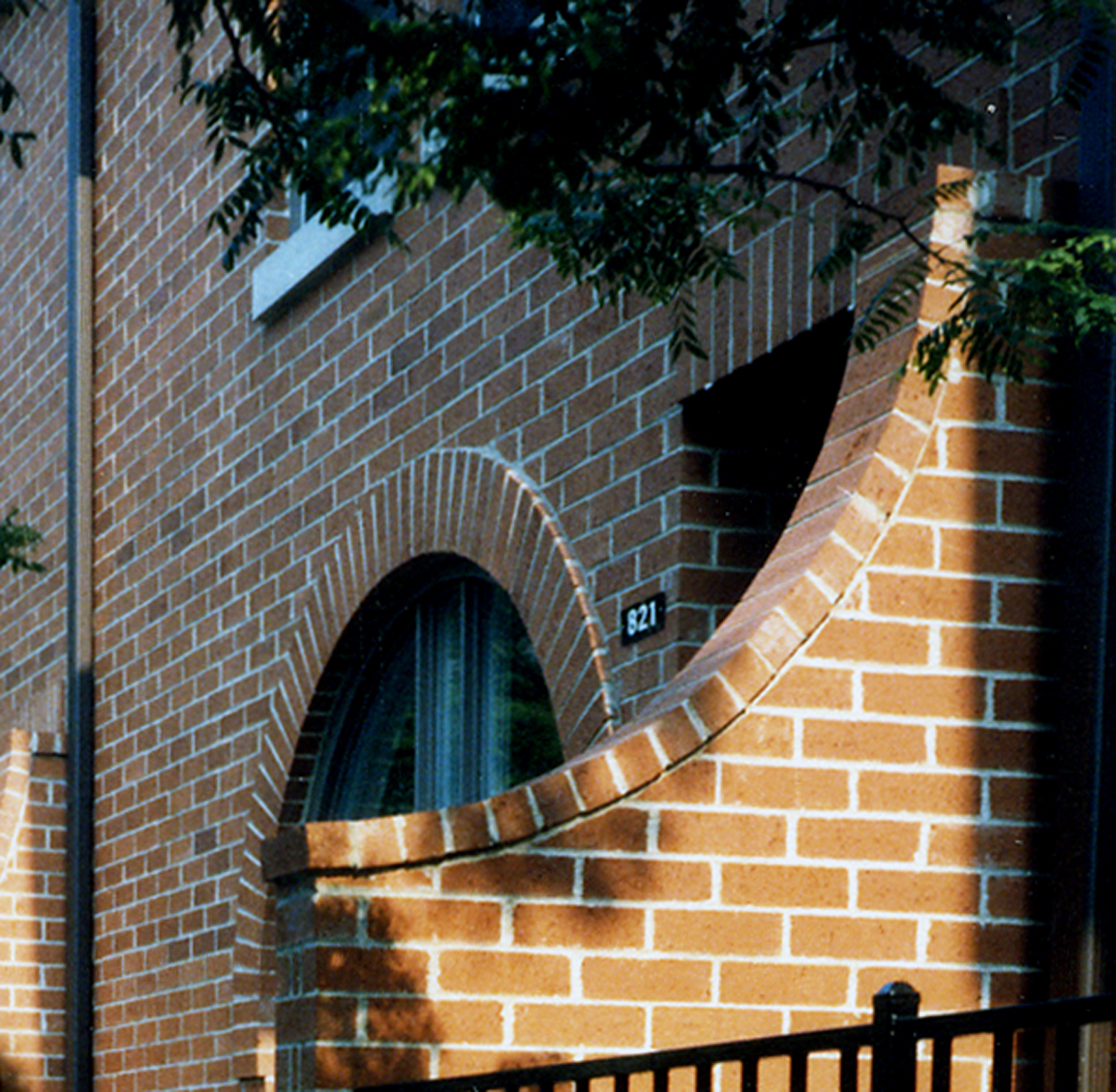
Житлове будівництво. Деталь. Чикаго, Іллінойс 1986 рік
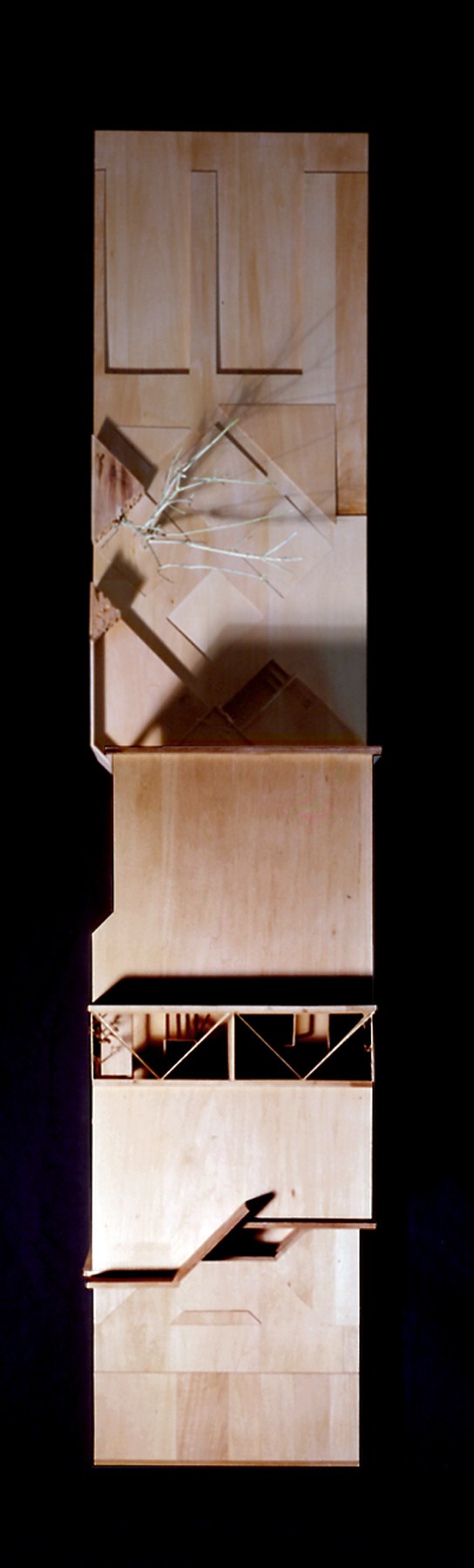
Таунхаус “Площа Логана”. Конкурсний проєкт. Модель. Чикаго, Іллінойс 1981 рік
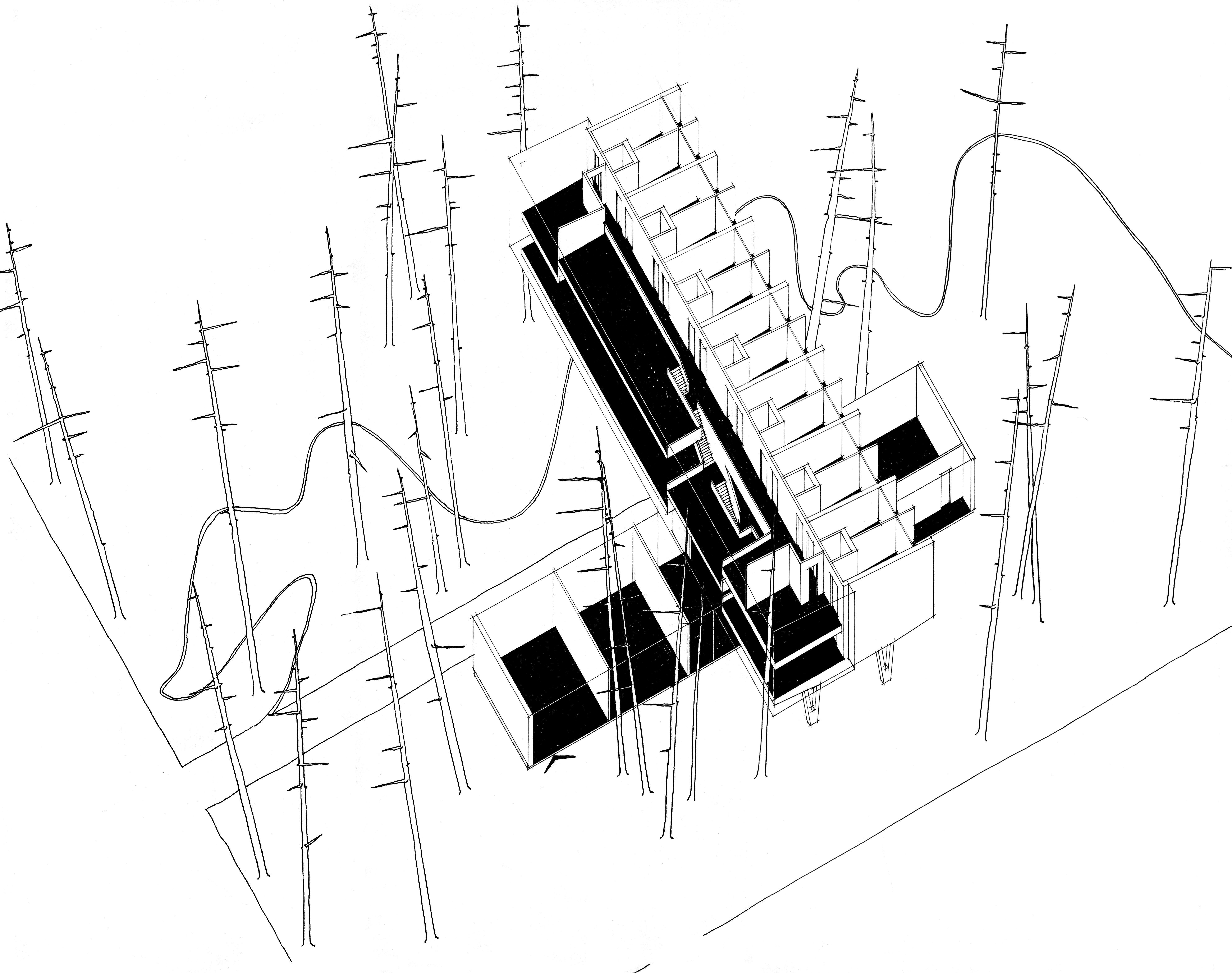
Будинок творчості спілки художників. Аксонометричний вигляд. Московська область, СРСР, 1963-1964
Будинок творчості спілки художників. Московська область, СРСР. 1963-1964
Пам'ятник загиблим воїнам. Конкурсна робота. Модель. Москва, СРСР, 1960
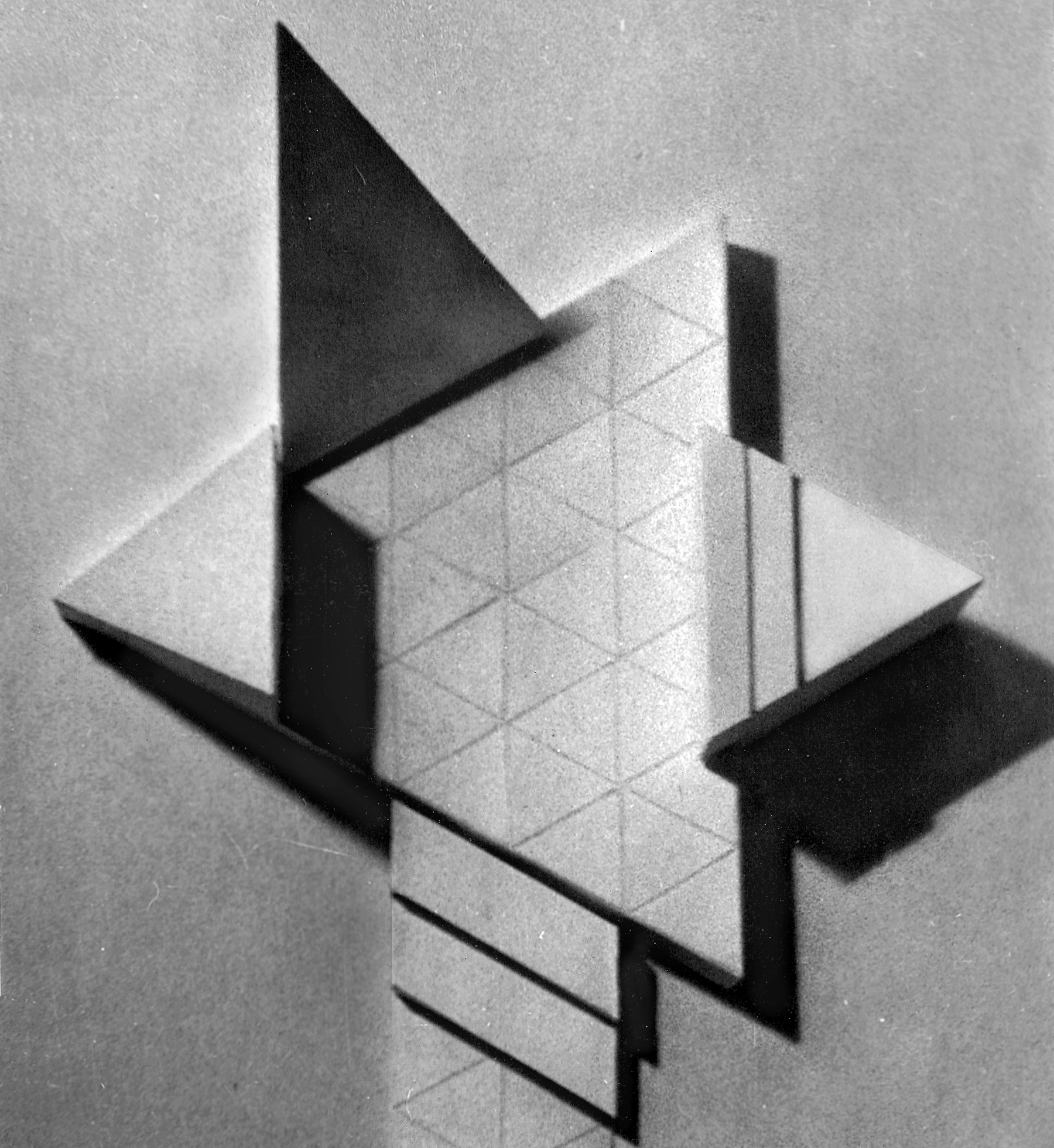
Надгробний камінь. Модель. Москва, СРСР, 1969
Проєкт гуртожитку. СРСР. 1966. Перша премія Всесоюзного конкурсу
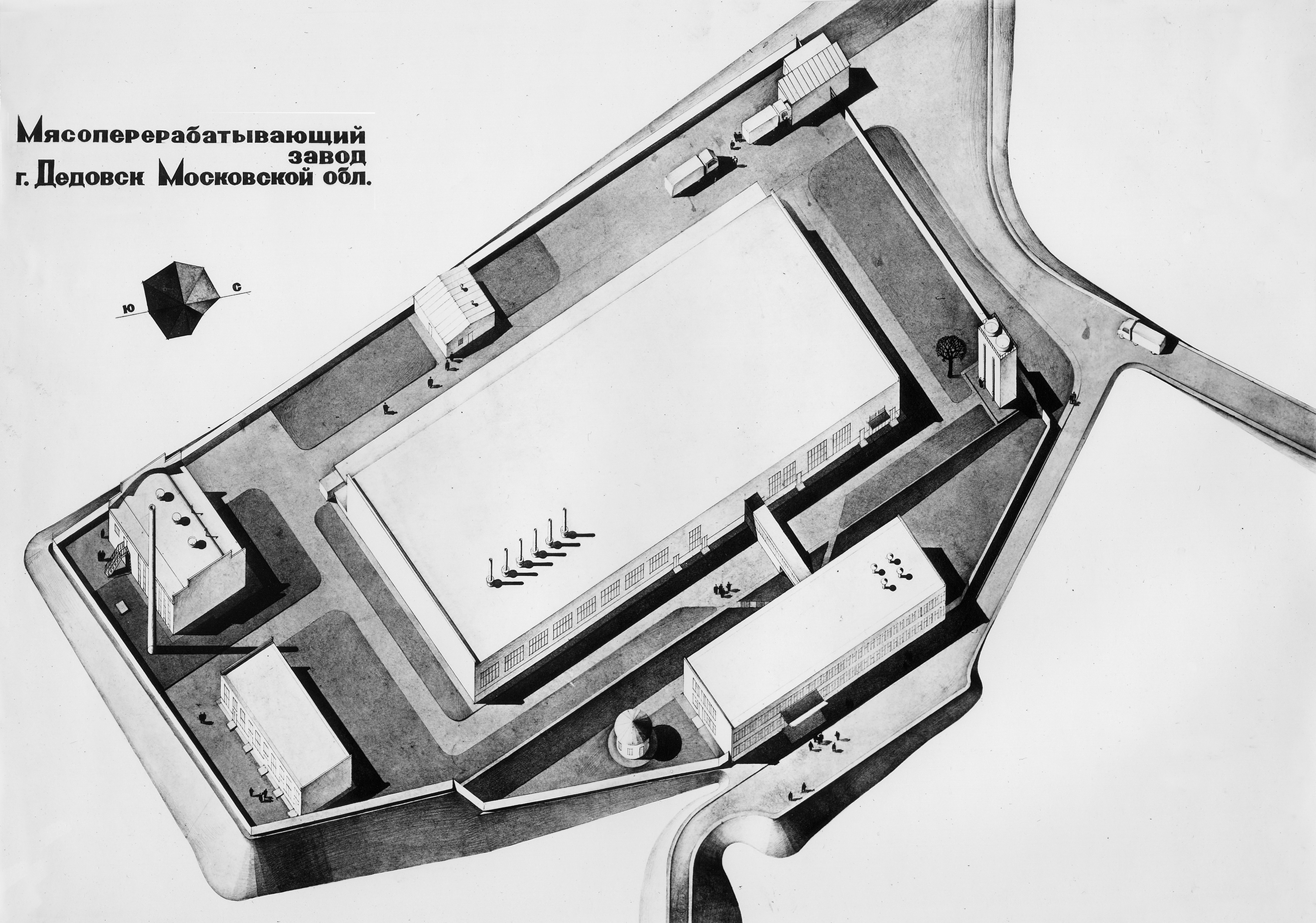
М'ясокомбінат. Аксонометричний вигляд. Московська область, СРСР, 1970
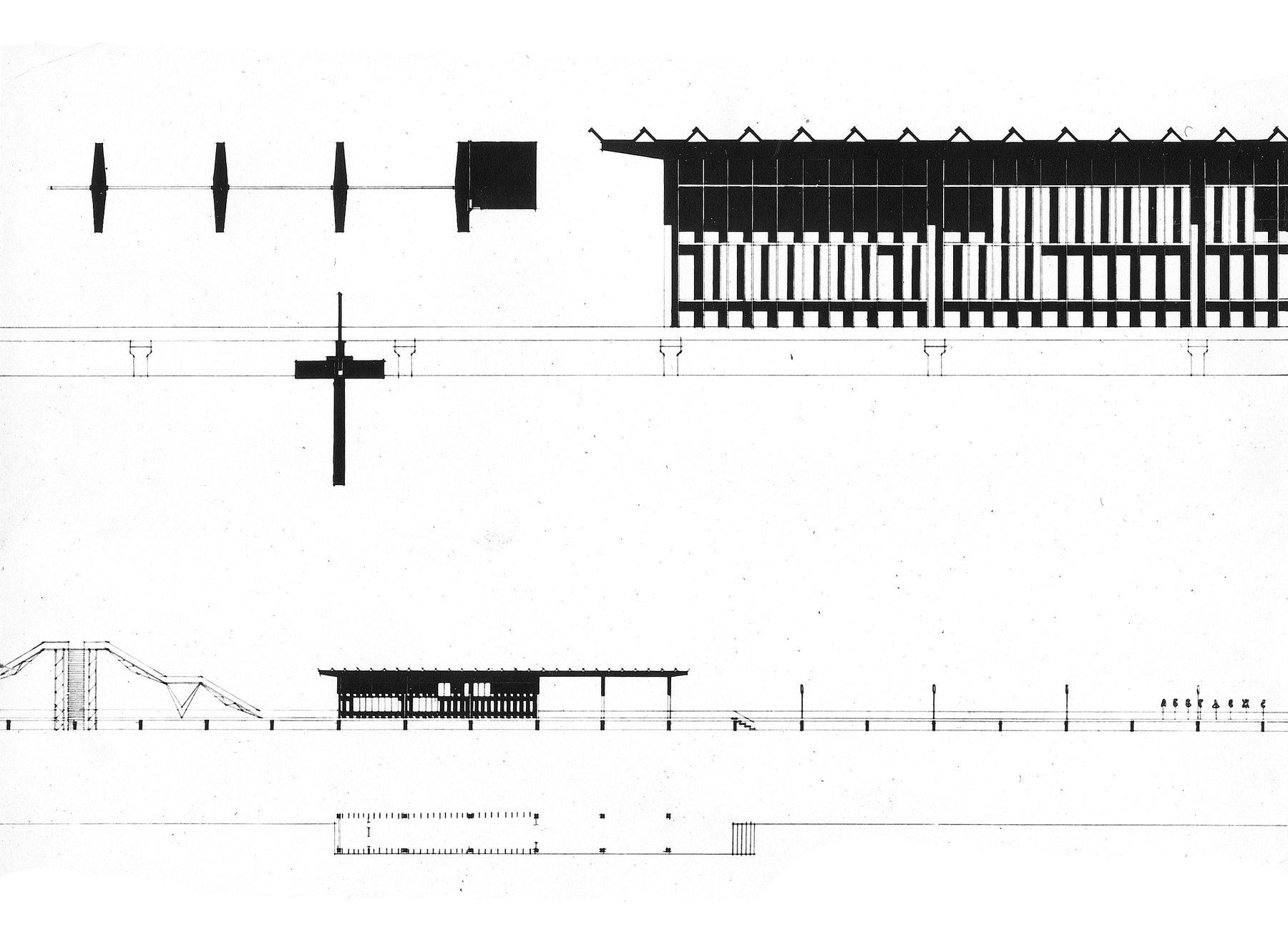
Проєкт залізничних станцій. Москва, СРСР. 1961-1962

### Книги
- Г. Беркович, Л. Нецветаев. Зодчий Дмитрий Радыгин. — Ульяновск: УлГТУ, 2017. — 125 с. — ISBN 978-5-9795-1751-3.
- Watching Communism Fail, 2008. ISBN 978-0-7864-4139-6[21]
- Russian version of the same book: Human Subjects (Подопытные), Moscow, Russian Federation, 2006.
- Capitalism. It's simple, Moscow, USSR, 1991.[22][23][24]
- «SOM Housing Guidelines». Chicago IL, USA. 1982.
- Reclaiming a History. Jewish Architects in Imperial Russia and the USSR. Weimar und Rostock: Grunberg Verlag. Volume 1. Late Imperial Russia: 1891–1917. 2021 ISBN 978-3-933713-61-2.
- Reclaiming a History. Jewish Architects in Imperial Russia and the USSR. Weimar und Rostock: Grunberg Verlag. Volume 2. Soviet Avant-garde: 1917–1933. 2021 ISBN 978-3-933713-63-6.
- Reclaiming a History. Jewish Architects in Imperial Russia and the USSR. Weimar und Rostock: Grunberg Verlag. Volume 3. Socialist Realism: 1933–1955. 2022 ISBN 978 3 933713 64 3.
- Reclaiming a History. Jewish Architects in Imperial Russia and the USSR. Weimar und Rostock: Grunberg Verlag. Volume 4. Modernized Socialist Realism: 1955–1991. 2022 ISBN 978-3-933713-65-0.

### Вибрані статті
- Modernized Socialist Realism in Soviet Architecture (1955-1991) (Модернізований соцреалізм у радянській архітектурі: 1955-1991). 2019. https://www.academia.edu/41858215/Modernized_Socialist_Realism_in_Soviet_Architecture_1955_1991_
- Dom-Kommuna as Realization of Communist Beliefs in 1920's Soviet Union (Дом-Комуна як реалізація комуністичних переконань у Радянському Союзі 1920-х років). 2018. https://www.academia.edu/42016381/Dom_Kommuna_as_Realization_of_Communist_Beliefs_in_1920s_Soviet_Union
- Беркович, Г. А. Архитектор-ученый: штрихи к портрету Александра Рябушина // Современная архитектура мира. Вип. 3 / НИИ теории и истории архитектуры и градостр-ва РААСН; отв. ред. Н. А. Коновалова. — М. ; СПб. : Нестор-История, 2013. — С. 19-23. -ISBN 978-5-4469-0102-9 .
- «Scaling the Peak Hong Kong». Inland Architect, 1984, no. 12.
- «Encountering the Constructivists». Inland Architect, 1981, no. 10.
- «The Russian Experience: Architecture and Energy». Inland Architect, 1981, no. 9.
- «Methodology for evaluating the quality of flexible layouts in apartments» («О методе оценки планировочного качества трансформируемых квартир»). Collection of research works: Problems of planning and development of rural settlements — design and construction of residential and institutional buildings (Вопросы планировки и застройки сельских населённых мест, проектирования и строительства жилых и общественных зданий), No 2, 1973, p. 141. УДК 711.4+728+725+69.
- «Comfort and convenience in apartment layout optimization» («К проблеме оптимизации планировочного комфорта жилища»). Collection of research works: Problems of planning and development of rural settlements — design and construction of residential and institutional buildings (Вопросы планировки и застройки сельских населённых мест, проектирования и строительства жилых и общественных зданий), No 1, 1972, p. 123. УДК 711.4+69+728.12.
- «Apartment Design Optimization» («Оптимизация планировочных решений квартиры»). Higher Education Institutions’ News. Building and architecture (Известия Высших Учебных Заведений. Строительство и Архитектура), 1966, No 6.

### Рецензування книги
- Юнаков О. Архитектор Иосиф Каракис. — Нью-Йорк: Алмаз, 2016. — 544 с. -ISBN 978-1-68082-000-3 . [25]